# Trinotoperla minima
Trinotoperla minima är en bäcksländeart som beskrevs av Günther Theischinger 1982. Trinotoperla minima ingår i släktet Trinotoperla och familjen Gripopterygidae. Inga underarter finns listade i Catalogue of Life.